# Kfar Baruch
Kfar Barukh (en hebreo: כְּפַר בָּרוּךְ) es un moshav ubicado en el norte de Israel. Ubicado cerca de Afula. Está bajo la jurisdicción del Concejo Regional del Valle de Jezreel. En 2018 tenía una población de 579 habitantes. El moshav fue fundado en 1926 por inmigrantes de: Bulgaria, el Cáucaso, Kurdistán y Rumania. Fue nombrado en memoria de Baruch Kahane, un filántropo judío de Rumania que fundó la aldea en los años veinte del siglo XX.